# دهستان صالح‌آباد (خراسان رضوی)
دهستان صالح‌آباد نام دهستانی در بخش مرکزی شهرستان صالح‌آباد، استان خراسان رضوی در ایران است. براساس سرشماری مرکز آمار ایران در سال ۱۳۸۵، جمعیت آن ۷۱۴۷ نفر (۱۶۱۴ خانوار) بوده‌است.